# Касатехада
Касатехада (ісп. Casatejada) — муніципалітет в Іспанії, у складі автономної спільноти Естремадура, у провінції Касерес. Населення — 1433 особи (2010).
Муніципалітет розташований на відстані близько 180 км на захід від Мадрида, 75 км на північний схід від Касереса.
На території муніципалітету розташовані такі населені пункти: (дані про населення за 2010 рік)
- Бальдіо: 58 осіб
- Касатехада: 1375 осіб

## Демографія
Динаміка населення (INE ):